# Robbie Savage
Robert William Savage (Wrexham, 1974. október 18. –) visszavonult walesi válogatott labdarúgó, középpályás. A walesi válogatottban 39 meccsen játszott és 2 gólt szerzett. A mai napig az egyik legellentmondásosabb labdarúgó.

## Klubkarrierje

### Korai karrierje
Savage a Manchester Unitedban kezdte pályafutását, ám itt egyetlen mérkőzést sem játszott, hanem továbbállt a Crewe Alexandra együtteséhez. Itt 3 évet játszott, 77 meccsen 10 gólt rúgott és az edzője Dario Gradi volt.

### Leicesterben
Robbie 1997 júliusában igazolt a Leicester City együtteséhez. Öt szezont töltött itt. 1999-ben a Leicester City a Ligakupa döntőjébe jutott, ahol a Tottenham együttesével találkozott. Ezen a meccsen akadt Savage-nek egy vitatható szerelése Justin Edinburgh-el szemben. Az érintkezés minimális volt, Savage-et mégis kiállították. Ugyanezért az incidensért Edinburgh-t is leküldték a pályáról. Annak ellenére, hogy a Tottenham megnyerte a mérkőzést, a Spurs szurkolói mégis Robbie-ra nehezteltek az eset miatt. Savage egy évvel később ismét Ligakupa-döntőt játszhatott, ahol immár nyert is a csapat a Tranmere ellen 2:1-re. Savage a Leicesternél 5 szezon alatt 172 meccsen szerepelt, ezeken összesen 8 gólt szerzett. Ebben az időszakban alig volt mérkőzés, amin ne játszott volna.

### Birmingham City
2002-ben, amikor a Leicester kiesett a Premier League-ből, Savage úgy döntött, továbbáll. Választott csapata ezúttal a Birmingham City lett, ami éppen akkor jutott föl a másodosztályból. Itt mindössze két szezont játszott, 82 meccsen 11 gólt szerzett. 2005 januárjában döntötte el, hogy távozik és a szezon végén meg is tette.

### Blackburn Rovers
Savage 2005 nyarán végül a Blackburn Rovershez tette át a székhelyét 3 millió fontért, ami nagy előrelépés volt a korábbi kisebb csapatok után. Az első öt hónapja Rovers játékosként "eredményes" volt. Ugyanis 13 meccsen 5 sárga lapot gyűjtött.
A 2005-06-os szezont sikeresnek mondhatta Savage, ugyanis összesen 42 meccsen játszott , ezeken 1 gólt szerzett. A 2006-07-es szezon is jól indult, ám januárban eltörte a lábát, ami a szezon hátralévő részére a partvonalon kívülre kényszerítette. A 2007-08-as szezonra Robbie továbbra is problémákkal küszködött. Ekkor már a térdével, miután Robbie Keane-nel ütközött egy Tottenham elleni meccsen. Emiatt az eset miatt újabb 6 hétre kiszorult a kezdőcsapatból. Mire felépült, a posztján, a helyettesítő David Dunn remek formát mutatott és így Savage kikerült a kezdőcsapatból. 2007 decemberében már majdnem elszerződött a Sunderlandhez, ugyanis Roy Keane szeretett volna elcsábítani a tapasztalt játékost, ám a Rovers menedzsere, Mark Hughes meghiúsította a transzfert.

### Derby
Savage végül januárban a Derby Countyhoz szerződött, 1,5 millió fontért, 2 és fél éves szerződést kötött. Itt is, mint a többi helyén, a 8-as mezszámot szerette volna megkapni. Ám miután ezt a csapatkapitány, Matthew Oakley viselte, így 44-es számmal lépett pályára. Később amikor Oakley elhagyta a klubot, a csapatkapitány szerepét is betöltötte be a Kosoknál.

### A válogatottban
Savage 2005 márciusában vonult vissza a válogatottságtól, 39 meccsel a háta mögött. Azzal az indokkal mondta le a válogatottságot, hogy klubjára szeretne koncentrálni. Ám többen tudni vélték, hogy az igazi ok a szövetségi kapitánnyal, John Toshack-el való affér volt.

## Játékstílusa
Savage elég agresszív játékos volt, amit a bírók sűrűn honorálnak sárga/piros lapokkal. Sokáig ő kapta a legtöbb sárga lapos figyelmeztetést a Premier Leagueben. Azóta többen is megelőzték már, jelenleg a 7. ebben a rangsorban. Az ellenfelek szurkolóinak kedvelt célpontja volt, például a hosszú szőke haja miatt.
Annak ellenére, hogy rengeteg sárga lapot kap pályafutása során, az első kiállítást 2004-ben gyűjtötte be. Mégpedig világbajnoki-selejtező mérkőzésen, Észak-Írország ellen kapta, amikor az ellene elkövetett szabálytalanság miatt reklamált. Az esetén az északír játékost, Mark Hughes-t is leküldték  a pályáról.
A rengeteg sárga lap ellenére, Savage-et a Premier League-ben egészen 2006. március 18-ig nem állították ki, ám ekkor, a Middlesbrough ellen, a második figyelmeztetés után mehetett zuhanyozni. Az első sárga lapot egy George Boateng ellen elkövetett szabálytalanság után kapta, a másodikat pedig szándékos kezezésért. Egyik leghírhedtebb incidense az volt, amikor a Leicester játékosaként a bíró WC-jét használta, miután lecserélték.

## Magánélete
Robbie nős, a felesége Sarah. Két fiuk van. Közülük Charlie Savage a Manchester United játékosa. 2021. december 8-án Robbie Savage a BT Sportnál szakértőként dolgozott a Manchester Unitedb – Young Boys, UEFA Bajnokok Ligája meccs közvetítése során. A fia, Charlie pedig pont azon a mérkőzésen debütált a felnőtt csapatban, a hajrában, csereként beállva.

## Külső hivatkozások
- Statisztikái